# Květa Monhartová
Květa Monhartová (* 26. března 1938 Volyně) je česká malířka, grafička, ilustrátorka, básnířka a pedagožka. 

## Život
Původním povoláním zubní laborantka, později učitelka na Střední zdravotnické škole v Plzni. V letech 1956–1960 soukromě studovala malbu u Jaroslava Kantora v Plzni. Jejím synem je architekt a výtvarník Ing. arch. Libor Monhart (* 1960), jejím manželem byl archivář PhDr. Ing. Ivan Martinovský (1937–2015). Od 60. let žije trvale v Plzni. 
Tvorba Květy Monhartové se od 60. let drží tématu označovaného jako nová figurace, centrem zájmu je člověk, nejedná se o jeho realistické zachycení, do popředí se dostávající psychologické a sociální aspekty. Monhartová se tematicky a i tvůrčí cestou řadí do silné generace výtvarníků, která měla v období socialismu značně ztížené podmínky vystavovat, byť kvalita jejich prací je nesporná, např. Jitka Válová, Květa Válová, Jan Hendrych, Karel Nepraš, Aleš Veselý a další. V posledních desetiletích se posunula k postmoderním obrazovým příběhům, kde kromě lidských postav hrají významné role i antropomorfizované podoby zvířat a věcí. Svoje práce představila na autorských výstavách, také se zúčastnila řady skupinových a tematických výstav (zejména s Tvůrčí skupinou P 89) v Čechách i v zahraničí.
Zabývá se malbou, kresbou a užitou grafikou, ilustrovala několik knih. Autorskou stopu zanechala také v literatuře, napsala několik básnických sbírek, které doprovodila vlastními ilustracemi. Její díla jsou zařazena ve státních galeriích a v soukromých sbírkách.

### Členství v organizacích
- Unie výtvarných umělců Plzeň, z. s., v letech 2007–2009 předsedkyně
- Tvůrčí skupina P 89 z.s., od roku 2004 prezidentka skupiny
- Středisko západočeských spisovatelů

## Dílo

### Literární tvorba

#### Básnické sbírky
- Přesedni na můj vůz (2008) – Plzeň: Galerie města Plzně, 2008. 87 stran. Imago et verbum; sv. 4. ISBN 978-80-254-1567-2.
- Vernisáž (2011) – 1. vyd. Plzeň: Pro libris, 2011. 41 stran. Ulita; sv. 25. ISBN 978-80-86446-55-4
- Dotkni se mých kruhů (2013) – Galerie Jiřího Trnky, Plzeň, 2013. Plzeň: Unie výtvarných umělců plzeňské oblasti, 2013. 47 stran. ISBN 978-80-905400-3-3.
- Kovové podpatky (2018) – 1. vyd. Plzeň: Nava, 2018. 94 stran. ISBN 978-80-7211-531-0.
- Občasné deníky (2021) – Plzeň: v Pro libris vydala Knihovna města Plzně, p.o., 2021. 35 stran. Ulita; svazek 64. ISBN 978-80-88282-14-3.
- Jak rychle usychají barvy (2023) – 1. vyd. Plzeň: Nava, 2023. 74 stran. ISBN 978-80-7211-624-9.

#### Příspěvky ve sbornících, antologiích a katalozích
- Bäumler, Harald, ed. a Monhartová, Květa, ed. Amberská čtyřtvárnost: hudba, ruda, rytíř a autíčko: výstava výtvarného umění od Haralada Bäumlera, Heinricha Wilfrieda Hohla, Achima Hüttnera, Sandra Maxima v Galerii Jiřího Trnky v Plzni [od 24. srpna do 17. září 2011]. [Plzeň]: Unie výtvarných umělců plzeňské oblasti, 2011. 39 stran.
- Gabrišová, Zuzana ed. Milá Mácho : antologie českých básnířek 19.-20.-21. století. (s. 297 – Květa Monhartová: Rezavá cesta...) 1. vyd. Brno: Větrné mlýny 2022. 449 stran. ISBN 978-80-7443-380-1.
- Plzeňský literární almanach 2015: sborník prací členů Střediska západočeských spisovatelů v Plzni. Autoři příspěvků: Milan Čechura, Markéta Čekanová, Karla Erbová, Ivo Fencl, Václav Gruber, Jiří Hlobil, Josef Hrubý, Bohumil Jirásek, Jiří Kolář, Jaromír Komorous, Tamara Kopřivová, Daniela Kovářová, Jaroslava Málková, Lubomír Mikisek, Květa Monhartová, Karel Pexidr, Jitka Prokšová, David Růžička, Jan Sojka, Marie Špačková, Vlasta Špinková, Vlastislav Toman, Zdenka Ulčová-Gallová, Eva Válková, Alena Vávrová, Marek Velebný. 1. vyd. Praha: Havlíček Brain Team, 2015. 159 stran. ISBN 978-80-87109-63-2.

### Výtvarné dílo

#### Ilustrace v publikacích jiných autorů
- Hrabal, Milan. Nepokoje: (1984 - 1989). Ústí nad Labem: Albis international, 1994. 32 stran.
- Hrubý, Josef. Poèmes sur une carte postale = Básně na pohlednici. Plzeň: Pro libris, 2002. 36 nečíslovaných stran. Zrcadlo. ISBN 80-86446-07-7.
- Jansová, Markéta. Až i já, až i ty... 1. vyd. [Plzeň]: UNI, 2007. 56 stran. ISBN 80-86680-07-X.
- Klostermann, Karel, Kaiserová, Kristina, ed. a Martinovský, Ivan, ed. Dopisy Bettyně = Briefe an Betty. Ústí nad Labem: Albis international, 1995. 298 stran. ISBN 80-901761-3-5.
- Komorous, Jaromír. Obrazně řečeno. 1. vyd. Plzeň: Středisko západočeských spisovatelů, 2019. 257 stran. ISBN 978-80-7211-551-8.
- Martinovský, Ivan. Malý plzeňský dekameron a trochu pitaval: veselé i vážné čtení s historickými náměty. Ústí nad Labem: Albis international, 2000. 96 stran. ISBN 80-86067-51-3.
- Martinovský, Ivan a Kaiser, Vladimír. Povídky z modré planety aneb Archiváři vypravují. Ústí nad Labem: Albis International, 1997. ISBN 80-86067-17-3.

#### Odborné ilustrace
- Andrle, Jiří. Traumatologie obličejového skeletu: skripta pro posl. lékařské fak. v Plzni. 1. vyd. Praha: Karolinum, 1992. 52 s. ISBN 80-7066-526-2.
- Hecová, Hana a Monhartová, Květa. Morfologie zubů, kreslení a modelování zubů. 1. vyd. Praha: Karolinum, 2005. 57 s. ISBN 80-246-1071-X; 2. vyd. Praha: Karolinum, 2008. 57 s. ISBN 978-80-246-1586-8; 3., nezměn. vyd. Praha: Karolinum, 2012. 57 s. ISBN 978-80-246-2188-3; 4., nezměněné vydání. Praha: Univerzita Karlova, nakladatelství Karolinum, 2019. 57 stran. ISBN 978-80-246-4438-7.
- Průcha, Miroslav, Monhartová, Květa a Houba, Robert. Vybrané kapitoly z preklinické a klinické části dentoalveolární chirurgie (včetně možností využití kryoterapie a laserové terapie): určeno pro posl. lékařské fak. Univ. Karlovy v Plzni. 1. vyd. Praha: Karolinum, 1992. 99 s. ISBN 80-7066-685-4.

### Zastoupení ve sbírkách
- Západočeská galerie v Plzni
- Artotéka města Plzně
- soukromé sbírky

### Autorské výstavy
- 1975 – Volyně, radnice
- 1976 – Plzeň, Výstavní síň Luna (s Miroslavou Novou)
- 1980 – Praha, Ústav makromolekulární chemie, Květa Monhartová: Oleje
- 1983 – Plzeň, Galerie Dílo
- 1984 – Rokycany, Dům kultury (s Liborem Monhartem)
- 1985 – Plzeň, Galerie Dílo
- 1988 – Plzeň, Galerie Dílo
- 1988 – Františkovy Lázně, Městské muzeum
- 1991 – Plzeň, Galerie Dílo
- 1993 – Plzeň, Galerie Jiřího Trnky (s Miroslavou Novou)
- 1994 – Praha, Divadlo Komedie, Změna názvu
- 1995 – Plzeň, Agrobanka (s Miroslavou Novou)
- 1995 – Rabí, hrad Rabí (s Bohuslavem Sedláčkem)
- 1997 – Písek, Prácheňské muzeum (s Liborem Monhartem)
- 1998 – Plzeň, Galerie Jiřího Trnky, Sklon k příběhům
- 2000 – Plzeň, Český rozhlas Plzeň, Sklon k příběhům
- 2001 – Plzeň, Český rozhlas Plzeň (s Miroslavou Novou), Modré cesty – cesty medaile
- 2002 – Plzeň, Galerie Jiřího Trnky, název: Humanizace sídliště
- 2003 – Praha, Ústav makromolekulární chemie (Galerie Makráč), Květa Monhartová: Humanizace sídliště
- 2003 – Klatovy, Galerie U Bílého jednorožce, Setkávání
- 2004 – Plzeň, Galerie města Plzně, Květa Monhartová
- 2005 – Plzeň, Galerie města Plzně (s Miroslavou Novou a Kateřinou Slípkovou), Triáda
- 2006 – Domažlice, Galerie bratří Špillarů (s Miroslavou Novou), Monology
- 2007 – Plzeň, Západočeská galerie v Plzni, Výstavní síň „13“, Květa Monhartová: Labyrint oka a ráj těla
- 2010 – Česká Bříza, galerie sam83 (s Jiřím Surůvkou), Proč soutěží město piva s městem uhlí?
- 2012 – Plzeň, Hotel U Pramenů, Něžné hry
- 2012 – Plzeň, Český rozhlas, De duobus vocibus / Pro dva hlasy
- 2012 – Planá, Galerie ve věži, Květa Monhartová
- 2013 – Plzeň, Galerie Jiřího Trnky, Dotkni se mých kruhů[3]
- 2014 – Chotěšov, klášter, Dotkni se mých kruhů
- 2014 – Plzeň, Český rozhlas Plzeň (s Helenou Zelenkovou Ottovo), Synergie
- 2015 – Plzeň, Totem, Obrazy
- 2016 – Rokycany, Galerie pod brankou (s Liborem Monhartem)
- 2018 – Praha, Museum Kampa - Nadace Jana a Medy Mládkových, název: Neurčitost příběhu / Vagueness of the Story
- 2018 – Plzeň, Galerie Jiřího Trnky, Hra o čtverce
- 2019 – Domažlice, Galerie bratří Špillarů, název: Květa Monhartová: Obrazy
- 2020 – Mariánská Týnice, Květa Monhartová: Obrazy
- 2023 – Plzeň, Divadlo J. K. Tyla[4]
- 2023/2024 – Plzeň, Galerie města Plzně, Květa Monhartová obrazy
- 2024 – Nebílovy, Tuwora Gallery (s Milanem Váchou), Věšení slov

### Skupinové výstavy
Přes 100 výstav v České republice, v Německu, Rakousku, Dánsku, Francii, Španělsku, Maďarsku, Slovinsku.
- 1985 – Plzeň, Výstavní síň Masné krámy
- 1986 – Budapešť, Maďarsko
- 1987 – Pleven, Bulharsko
- 1988 – Praha, Mánes, Západočeští výtvarní umělci
- 1989 – Plzeň, výstaviště Ex Plzeň, Salon
- 1989 – Plzeň, Výstavní síň Masné krámy
- 1990 – Praha, Lidový dům, Výstava výsledků stipendií za rok 1989
- 1990 – Plzeň, Galerie Jiřího Trnky
- 1991 – Plzeň, Výstavní síň Masné krámy, Kontakty
- 1992 – Řezno (Regensburg), Německo, Kunsforum Ostdeutsche Galerie, název: Kontakte / Kontakty ´92
- 1993 – Plzeň, Galerie Dílo, Tvůrčí skupina P 89
- 1993 – Wels, Rakousko, Galerie Forum, Tvůrčí skupina P 89
- 1994 – Řezno (Regensburg), Německo, Salzstadel
- 1995 – Linec (Linz), Rakousko, Neues Rathaus, Frau Europa – Žena Evropa
- 1995 – Zaragoza, Španělsko
- 1995 – Plzeň, Výstavní síň Masné krámy, Členská výstava Unie výtvarných umělců plzeňské oblasti k 700. výročí založení města Plzně
- 1995 – Kodaň, Dánsko, Galerie Schambala, název: Kvinde Europa – Žena Evropa
- 1996 – Saksköbing, Lyngby, Dánsko, Kvinde Europa – Žena Evropa
- 1996 – Plasy, Klášter Plasy, Tvůrčí skupina P 89
- 1996 – Plzeň, Bienále kresby Plzeň 1996
- 1997 – Písek, Pracheňské muzeum v Písku, Květa a Libor Monhartovi
- 1998 – Plzeň, Rozmluvy, Galerie Esprit, Univerzitní galerie, Vědecká knihovna, Tvůrčí skupina P 89
- 1998 – Plzeň, Středoevropské bienále kresby Plzeň ´98
- 1999 – Plzeň, Galerie Maecenas, Galerie ve sklepě, Galerie X Centrum, Tvůrčí skupina P 89
- 1999 – Praha, Nová síň, Černá a bílá
- 2000 – Plzeň, Výstavní síň Masné krámy, Unie západočeské oblasti
- 2001 – Kolín, Galerie v zahradě, Tvůrčí skupina P 89
- 2001 – Nimes, Francie, Feri´art
- 2001 – Řezno (Regensburg), Německo, Salzstadel, Tvůrčí skupina P 89
- 2001 – Weiden, Německo, Kunstverein Weiden, Pilsener Schaum
- 2001 – Plzeň, Galerie města Plzně, Ohlasy kubismu v Plzni
- 2002 – Plzeň, Galerie města Plzně, Ohlasy kubismu v Plzni
- 2002 – Sokolov, Druhý rozhovor, P 89
- 2002 – Mariánská Týnice, P 89
- 2002 – Nimes, Francie, Feri´art
- 2003 – Plzeň, Západočeská galerie v Plzni, Bilance 2003
- 2004 – Plzeň, Galerie města Plzně, Od záchvěvu k erupci. Karel Frauknecht a dynamická malba v Plzni
- 2005 – Plzeň, Galerie města Plzně, Triáda
- 2006 – Pécs, Maďarsko, Pésci galéria, Plzeňská pěna / Pilseni hab / Pilsner Schaum
- 2007 – Linec (Linz), Rakousko, Galerie Maerz, Plzeňská pěna / Pilseni hab / Pilsner Schaum
- 2007 – Plzeň, Galerie města Plzně, Deset let Artotéky města Plzně
- 2007 – Weiden, Německo, Unie výtvarných umělců plzeňské oblasti
- 2007 – Schwandorf, Německo, Oberpfälzer Künstlerhaus, X + X 2007
- 2007 – Arad, Rumunsko, Meeting point
- 2007 – Pécs, Maďarsko, Meeting point
- 2007 – Osijek, Chorvatsko, Meeting point
- 2008 – Plzeň, Meeting point
- 2008 – Plzeň, Barva na ulici
- 2008 – Schönsee, Německo, Barva na ulici
- 2008 – Zlín, Dům umění, V. Nový zlínský salon 2008
- 2008 – Schwandorf, Německo, Künstlerhaus, stipendijní pobyt
- 2009 – Brémy (Bremen), Německo, Städtische Galerie, Böhmen liegt am Meer / Čechy leží u moře
- 2009 – Berlín (Berlin), Německo, Botschaft der Tschechischen Republik, Böhmen liegt am Meer / Čechy leží u moře
- 2009 – Písek, Sladovna Písek, Intersalon AJV 2009: 13. ročník mezinárodní soutěžní přehlídky výtvarného umění dneška
- 2010 – Steyr, Rakousko, Schloss Lamberg, Pilsner Schaum
- 2010 – Plzeň, Barva na ulici
- 2010 – Schönsee, Německo, Barva na ulici
- 2011 – Weiden, Německo, Unie výtvarných umělců plzeňské oblasti
- 2011 – Písek, Sladovna Písek, Bilance 2011
- 2011 – Domažlice, Galerie bratří Špillarů, AiR 2010 Chodská Lhota Na Štaflích
- 2011 – Weiden, Německo, Radnice, Unie výtvarných umělců plzeňské oblasti
- 2011 – Weiden, Německo, Kunstverein Weiden, Plzeňská pěna
- 2011 – Plzeň, Barva na ulici
- 2011 – Schönsee, Německo, Barva na ulici
- 2011 – Mariánské Lázně, Divadlo, P 89
- 2011 – Písek, Sladovna Písek, Intersalon
- 2011 – Plzeň, Galerie Jiřího Trnky, Stopy symboly
- 2011 – Plzeň, Galerie města Plzně, Plzeňská pěna
- 2011/2012 – Zlín, Dům umění, Plzeňská pěna, Současná výtvarná scéna Plzně a okolí
- 2012 – Plzeň, Český rozhlas Plzeň, 3D, Tvůrčí skupina P 89
- 2012 – Plzeň, Barva na ulici
- 2012 – Schönsee, Německo, Barva na ulici
- 2013 – Plzeň, Český rozhlas Plzeň, Voda věčně živá
- 2013 – Weiden, Německo, Nová radnice, Voda věčně živá
- 2013 – Berlín (Berlin), Německo, Galerie Ratskeller, Berlin-Lichtenberg
- 2013 – Plzeň, Křižíkovy sady, Barva na ulici
- 2013 – Schönsee, Německo, Barva na ulici
- 2013 – Plzeň, Galerie města Plzně, Bilance 13
- 2013 – Pasov, Německo, Intersalon
- 2013 – Písek, Intersalon
- 2014 – Plzeň, Letnice
- 2014 – Weiden, Letnice
- 2015 – Mariánská Týnice, Letnice
- 2015 – Plzeň, Křižíkovy sady, Barva na ulici
- 2015 – Schönsee, Německo, Barva na ulici
- 2015/2016 – Plzeň, Galerie města Plzně, 20 let Artotéky města Plzně
- 2016 – Plzeň, Nová scéna Divadla J. K. Tyla, Plzeňský salon
- 2016 – Plzeň, Galerie Jiřího Trnky, Bilance 2016
- 2016 – Plzeň, Německo, Barva na ulici
- 2016 – Schönsee, Německo, Barva na ulici
- 2016 – Osvračín (Domažlice), Galerie Vokno, Obrazy, kresby, fotografie a plastiky
- 2017 – Klenová (Klatovy), Sýpka Klenová, Dva břehy řeky Léthé: Charonovo poselství / The Two Banks of the River Léthé: The Massage of Charon
- 2017 – Plzeň, Diecézní muzeum, Letnice
- 2017 – Plzeň, Barva na ulici
- 2017 – Schönsee, Německo, Barva na ulici
- 2018 – Plzeň, Barva na ulici
- 2018 – Schönsee, Německo, Barva na ulici
- 2018 – Plzeň, Nová scéna Divadla J. K. Tyla, Bilance 2018
- 2020 – Plzeň, Barva na ulici
- 2020 – Schönsee, Německo, Barva na ulici
- 2021 – Plzeň, Barva na ulici
- 2021 – Schönsee, Německo, Barva na ulici
- 2022 – Plzeň, Barva na ulici
- 2022 – Schönsee, Německo, Barva na ulici
- 2022 – Worpswede, Německo, Tvůrčí skupina P 89

### Katalogy autorských výstav (výběr)
- Květa Monhartová: setkávání: Galerie U Bílého jednorožce, Klatovy 11. srpna - 26. září 2003 a Galerie města Plzně (2004). Text Květa Monhartová a Václav Malina. Klatovy: Galerie Klatovy-Klenová, 2003. 28 stran. ISBN 80-85628-75-9.
- Květa Monhartová: labyrint oka a ráj těla: Západočeská galerie v Plzni, květen - červen 2007. V Plzni: Západočeská galerie, 2007. 23 nečíslovaných stran. ISBN 978-80-86415-51-2.
- Květa Monhartová, Jiří Surůvka: proč soutěží město Pivo s městem Uhlí?: Galerie Sam83, [14.11.2010-30.1.2011. 1. vyd. Česká Bříza: Culture83, 2010. 12 nečíslovaných stran. ISBN 978-80-904550-3-0.
- Květa Monhartová: Dotkni se mých kruhů. Plzeň. Unie výtvarných umělců plzeňské oblasti, 2013.
- Květa Monhartová: Hra o čtverce. 2018.
- Květa Monhartová: Jak rychle usychají barvy. 1. vyd. Plzeň: Nava, 2023. 74 stran. ISBN 978-80-7211-624-9.
- Květa Monhartová – Obrazy : Retrospektivní výstava obrazů k 85. narozeninám. 1. vyd. Plzeň: Divadlo J. K. Tyla 2023. 79 stran.
- Květa Monhartová, Milan Vácha: Nosiči slov. 1. vyd. Plzeň: Nava 2024. 78 stran. ISBN 978-80-7211-641-6.

### Katalogy skupinových výstav (výběr)
- 1988 – Západočeští výtvarní umělci (Obrazy, sochy, grafika, realizace, užité umění, průmyslové výtvarnictví), Svaz českých umělců v Praze, Praha
- 1992 – Kontakte / Kontakty ´92 (Ausstellung Deutscher Tschechischer und Slowakischer Künstler / Výstava německých českých a slovenských umělců), Adalbert Stifter Verein (Spolek Adalberta Stiftera), Mnichov (München)
- 1995 – Unie výtvarných umělců plzeňské oblasti, Západočeská galerie v Plzni, Plzeň (Plzeň-město)
- 1996 – Bienále kresby Plzeň 1996, Unie výtvarných umělců plzeňské oblasti, Plzeň (Plzeň-město)
- 1998 – Středoevropské bienále kresby Plzeň '98, Unie výtvarných umělců plzeňské oblasti, Plzeň (Plzeň-město)
- 2003 – Bilance 2003 (Členská výstava Unie výtvarných umělců plzeňské oblasti), Unie výtvarných umělců plzeňské oblasti, Plzeň (Plzeň-město)
- 2003 – Grafix 2003 (Bienále drobné grafiky Grafix - Břeclav 2003), Městské muzeum a galerie, Břeclav (Břeclav)
- 2004 – Jiřímu Paterovi k poctě..., Galerie umění Karlovy Vary, Karlovy Vary (Karlovy Vary)
- 2004 – Od záchvěvu k erupci (Karel Frauknecht a dynamická malba v Plzni), Galerie města Plzně, Plzeň (Plzeň-město)
- 2006 – Plzeňská pěna / Pilseni hab / Pilsner Schaum, Galerie města Plzně, Plzeň (Plzeň-město)
- 2007 – Artotéka města Plzně: 10 let (1996 - 2006), Odbor kultury Magistrátu města Plzně, Plzeň (Plzeň-město)
- 2007 – X + X 2007 (Deset plus deset výtvarníků Horní Falce a Plzeňského kraje pro rok 2007 z pohledu kurátorů Václava Maliny a Heinera Riepla / Zehn plus zehn Künstler der Oberpfalz und der Pilsener Region für das Jahr 2007 aus der Sicht der Kuratoren Václav malina und Hein), Oberpfälzer Künstlerhaus, Schwandorf
- 2008 – V. Nový zlínský salon 2008, Krajská galerie výtvarného umění ve Zlíně, p. o., Zlín (Zlín)
- 2009 – Böhmen liegt am Meer / Čechy leží u moře, pro-tisk - Agentur für internationalen Kulturaustausch, Brémy (Bremen)
- 2009 – Intersalon AJV 2009 (XIII. ročník mezinárodní přehlídky výtvarného umění dneška), Asociace jihočeských výtvarníků, České Budějovice (České Budějovice)
- 2009 – Ohlasy kubismu v Plzni, Galerie města Plzně, Plzeň (Plzeň-město)
- 2010 – AIR Štefle 2010 (Rezidenční pobyt pro umělce a teoretiky), culture83, Česká Bříza (Plzeň-sever)
- 2015 – 20 let Artotéky města Plzně (Výběr z kolekce současného výtvarného umění v majetku města Plzně (1996-2016), Galerie města Plzně, Plzeň (Plzeň-město)